# Championnat de Moldavie de football 2018
Navigation
Saison 2017 Saison 2019
Le championnat de Moldavie de football 2018 est la 28e édition de ce championnat. Pour cette saison, huit clubs évoluent dans la Divizia Națională et rencontrent quatre fois chacun de leurs adversaires. Champion pour la seizième fois de son histoire à l'issue de la saison 2017, le Sheriff Tiraspol remet son titre en jeu.

## Participants
| Club                    | Localisation | Stade                      | Capacité      |
| ----------------------- | ------------ | -------------------------- | ------------- |
| FC Dinamo-Auto Tiraspol | Tiraspol     | Stade Dinamo-Auto          | 1 300 places  |
| FC Milsami Orhei        | Orhei        | Complexul Sportiv Raional  | 3 000 places  |
| CS Petrocub Hîncești    | Hîncești     | Stadionul Orășenesc        | 1 000 places  |
| FC Sfintul Gheorghe     | Suruceni     | Stade Suruceni             | 1 500 places  |
| FC Sheriff Tiraspol     | Tiraspol     | Bolshaya Sportivnaya Arena | 12 726 places |
| Speranța Nisporeni      | Nisporeni    | Stadionul Mircea Eliade    | 2 500 places  |
| FC Zaria Bălți          | Bălți        | Stade Olimpia Bălți        | 5 953 places  |
| FC Zimbru Chișinău      | Chișinău     | Stade Zimbru               | 10 400 places |

## Compétition

### Classement
Le barème de points servant à établir le classement se décompose ainsi :
- Victoire : 3 points
- Match nul : 1 point
- Défaite : 0 point

Les clubs se rencontrent deux fois en match aller et retour soit un total de 28 matchs.
| Rang | Équipe                  | Pts | J  | G  | N  | P  | Bp | Bc | Diff |
| ---- | ----------------------- | --- | -- | -- | -- | -- | -- | -- | ---- |
| 1    | FC Sheriff Tiraspol T C | 63  | 28 | 19 | 6  | 3  | 58 | 14 | +44  |
| 2    | FC Milsami Orhei        | 45  | 28 | 13 | 6  | 9  | 36 | 24 | +12  |
| 3    | CS Petrocub Hîncești    | 45  | 28 | 12 | 9  | 7  | 38 | 28 | +10  |
| 4    | Speranța Nisporeni      | 38  | 28 | 9  | 11 | 8  | 27 | 26 | +1   |
| 5    | FC Zimbru Chișinău      | 36  | 28 | 9  | 9  | 10 | 28 | 37 | -9   |
| 6    | FC Dinamo-Auto Tiraspol | 28  | 28 | 7  | 7  | 14 | 25 | 43 | -18  |
| 7    | FC Sfîntul Gheorghe     | 26  | 28 | 6  | 8  | 14 | 30 | 50 | -20  |
| 8    | FC Zaria Bălți          | 22  | 28 | 4  | 10 | 14 | 26 | 46 | -20  |

|  | Ligue des champions 2019-2020, 1er tour de qualification                                           |
|  | Ligue Europa 2019-2020, 1er tour de qualification                                                  |
|  | Relégation directe en Divizia A                                                                    |
|  | T : Tenant du titre C : Vainqueur de la Coupe de Moldavie 2018-2019 P : Promu de deuxième division |

source : site de l'UEFA

### Classement des buteurs
| Pos | Buteur             | Club                            | Buts |
| --- | ------------------ | ------------------------------- | ---- |
| 1   | Vladimir Ambros    | Petrocub                        | 12   |
| 2   | Alhaji Kamara      | Sheriff                         | 9    |
| 3   | Ziguy Badibanga    | Sheriff                         | 8    |
| 3   | Gerson Rodrigues   | Sheriff                         | 8    |
| 5   | Eugeniu Rebenja    | Dinamo-Auto                     | 7    |
| 5   | Mihai Plătică      | Milsami                         | 7    |
| 5   | Alexandru Antoniuc | Milsami                         | 7    |
| 8   | Sergiu Istrati     | Sf. Gheorghe                    | 6    |
| 9   | Ion Nicolaescu     | Zimbru                          | 5    |
| 9   | Aleksandr Butenko  | Milsami                         | 5    |
| 9   | Artiom Puntus      | Sf. Gheorghe (3) & Petrocub (2) | 5    |
| 9   | Denis Janu         | Dinamo-Auto                     | 5    |
| 9   | Evgheni Oancea     | Sheriff                         | 5    |
| 9   | Alexandru Bejan    | Petrocub (3) & Dinamo-Auto (2)  | 5    |
| 9   | Vadim Gulceac      | Zaria                           | 5    |
| 9   | Alexandru Suvorov  | Sf. Gheorghe                    | 5    |
| 9   | Ilie Damașcan      | Zimbru                          | 5    |